# Château de Chillon
Le château de Chillon se trouve sur les rives du Léman, à Veytaux (commune se trouvant entre Villeneuve et Montreux) en Suisse. De forme oblongue, le château mesure 110 mètres de long pour 50 mètres de large. Successivement occupé par la maison de Savoie puis par les Bernois de 1536 à 1798, il appartient désormais à l'État de Vaud.
Il s'agit du monument historique le plus visité de Suisse, possédant un patrimoine architectural et artistique d'une très grande richesse.
Le château est accessible en voiture depuis Montreux et Villeneuve et dispose d'un parking. En transports publics, il est desservi par un arrêt de train CFF nommé « Veytaux-Chillon », par un arrêt de bus en provenance de Montreux, Vevey et Villeneuve et enfin par la ligne de bateau Lausanne-Saint-Gingolph de la CGN,.

## Géographie

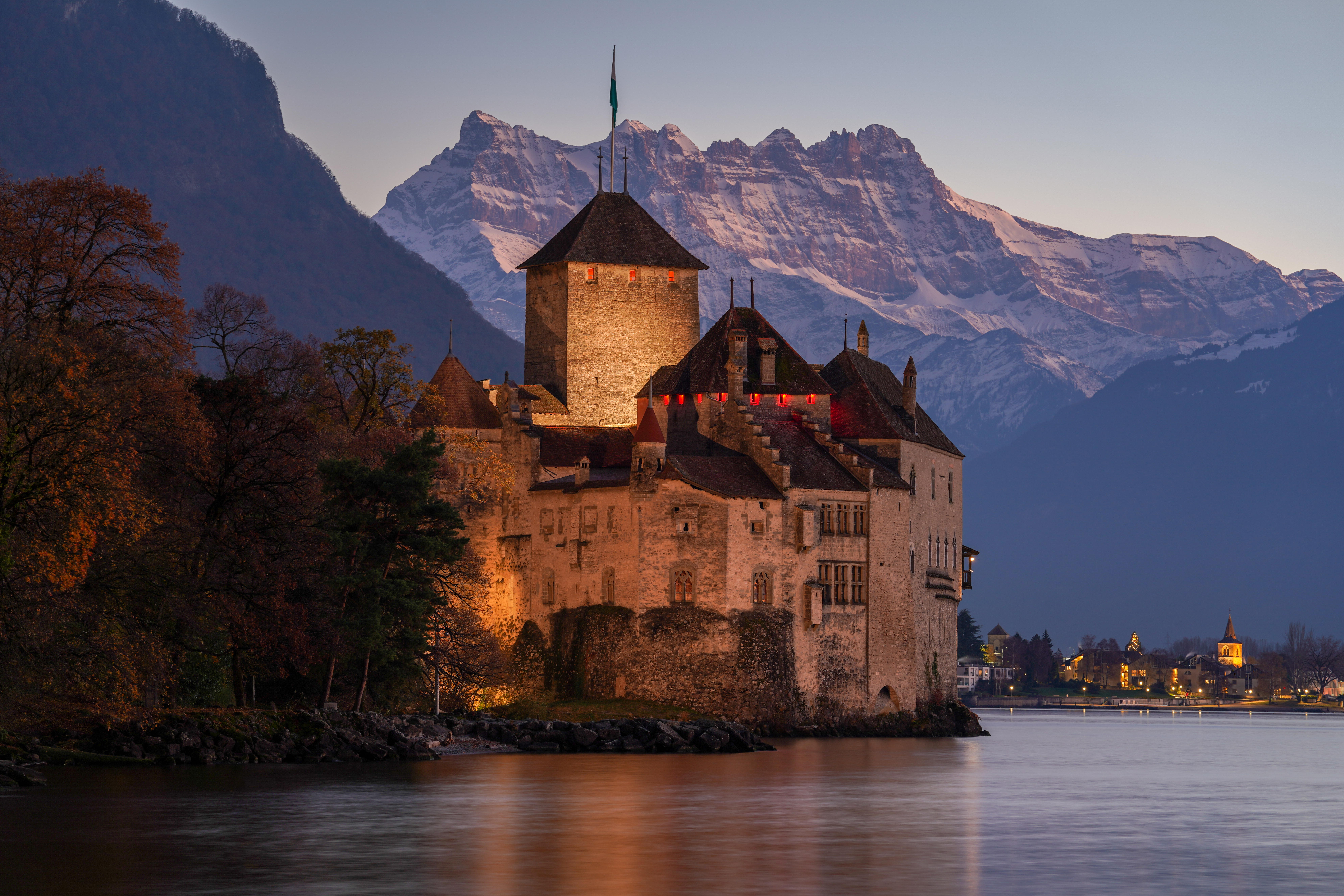
Le château de Chillon et les dents du Midi en arrière-plan (vue depuis Territet et Montreux).

Le château de Chillon se situe en Suisse, dans le canton de Vaud, sur le territoire du district de la Riviera-Pays-d’Enhaut, entre Montreux et Villeneuve. Il se trouve sur l'île de Chillon, un rocher de calcaire plongeant dans le Léman et qui est séparé d'une dizaine de mètres du rivage, à 376 m d'altitude.

## Étymologie
D'après l'ethnologue suisse Albert Samuel Gatschet, le nom Chillon viendrait du patois et signifierait « pierre plate, dalle, plate-forme ». Castrum Quilonis (terme apparu en 1195) signifierait donc « château construit sur un chillon », c'est-à-dire sur une plate-forme de rocher. Il dériverait d'un nom en ancien français, « chail », signifiant « cailloux ».

## Histoire
L'emplacement du château de Chillon revêt une importance stratégique : à l'extrémité orientale du Léman, il ferme le passage entre la rive septentrionale du lac (accès au nord vers la Bourgogne, la France et le nord de l'Europe) et la plaine du Rhône (accès vers les régions du nord de l'Italie actuelle, comme le Piémont ou la Lombardie). La nature du site, sur un îlot, offre une protection naturelle contre les agressions éventuelles. De plus, le monument se trouve le long d'un axe faisant partie de la Via Francigena, un réseau de pèlerinage allant de l'Angleterre à Rome. La voie bordant le château était empruntée à la fois par les pèlerins et les marchands pouvant passer du nord au sud des Alpes par le col du Grand-Saint-Bernard. Il était ainsi extrêmement aisé pour une garnison de contrôler militairement et commercialement la route.

### Le Moyen Âge - période des Savoie
La première mention historique de Chillon remonte au XIIe siècle. Dans une charte de 1150, le comte Humbert III accorde aux moines de l'abbaye cistercienne de Haut-Crêt le libre passage à Chillon. Cela atteste de la domination de la maison de Savoie sur la forteresse et en fait leur plus ancienne place-forte au nord du Léman. Des relevés archéologiques ont cependant daté au XIe siècle les fondations du donjon et de la première enceinte, sans toutefois permettre de savoir à qui appartenaient les fortifications à cette époque.
Le château de Chillon devient le centre d'une châtellenie, dans le cadre de l'organisation du comté de Savoie, puis également le chef-lieu du bailliage du Chablais. Le premier châtelain est attesté en 1198. La maison de Savoie transforme le site et l'agrandit durant le XIIIe siècle, le XIVe siècle et le XVe siècle.
Cela coïncide avec l'expansion du comté sur une partie de la Suisse romande actuelle, où les Savoie construisent de nombreux châteaux (Yverdon, Morges, Aigle, Romont…). À côté de la forteresse, le comte Thomas Ier fonde en 1214 la bourgade de la Ville neuve de Chillon, dont il fait le siège d'un péage.

#### Résidence seigneuriale

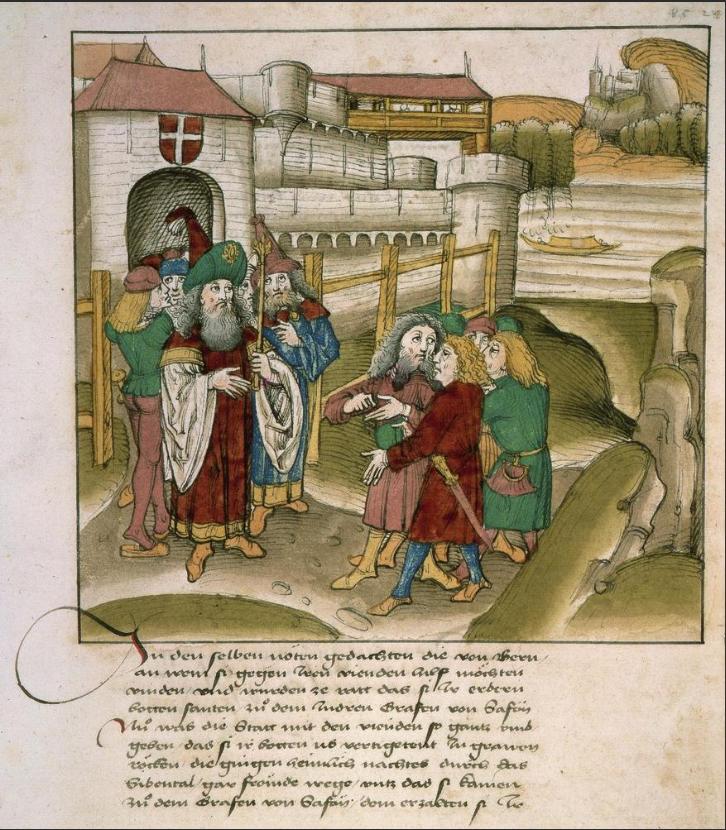
Le comte de Savoie Pierre II recevant des émissaires de Berne devant le château de Chillon en 1255, détail d’une miniature tirée de la Spiezer Chronik de Diebold Schilling, Bibliothèque de la Bourgeoisie de Berne.

Le château de Chillon n'est pas voué qu'à un but militaire ou commercial. Il sert également de résidence aux comtes de Savoie. Il est en effet une des étapes des voyages de leur cour itinérante à travers leur territoire. Certains d'entre eux apportent des modifications notables au monument.
Le comte Thomas Ier  entreprend de 1190 à 1220 de grands travaux de renforcement et d'agrandissement sur le site. Il fait notamment ériger une double enceinte défensive. Il sera imité par plusieurs de ses fils au cours du XIIIe siècle, faisant de Chillon l'un des sièges les plus importants de la cour de Savoie.
Fils de Thomas, Pierre II de Savoie entreprend des travaux visant à améliorer le confort du château. Dans les années 1250-1260, il fait percer des fenêtres à deux lancettes surmontées d'un oculus trilobé. Il érige un espace dévolu au fonctionnement et à l'archivage administratif de la châtellenie de Chillon : la domus clericorum. Pour autant, l'aspect défensif n'est pas laissé de côté ; il commande le rehaussement des tours semi-circulaires de l'enceinte extérieure. Les travaux sont effectués sous la supervision du maître d'œuvre Pierre Mainier.
Frère de Pierre, Philippe Ier de Savoie fait orner l'une des salles de banquet (la salle du châtelain) de deux colonnes en chêne finement sculptées et surmontées de chapiteaux à crochets dans les années 1270. Les défenses sont renforcées par un système d'archères imposantes. Les travaux ont été probablement supervisés par le maître maçon Jacques de Saint-Georges, qui a séjourné à Chillon en 1273. Cet artisan poursuivra sa carrière au service de la royauté anglaise en dirigeant la construction d'une série de châteaux dans le pays de Galles, conquis par le roi Edouard Ier d'Angleterre entre 1277 et 1283. Le plus célèbre de ces monuments est le château de Harlech, dont certaines fenêtres possèdent des similarités architecturales avec celles de Chillon.
En 1314, le neveu de Philippe, Amédée V de Savoie, ordonne la création d'un décor peint dans la chapelle de Chillon. Les travaux sont réalisés par un certain Maître Jacques et deux collaborateurs anonymes. L'ensemble s'articule autour de la généalogie du Christ, sa vie terrestre et sa Résurrection. Le programme iconographique dénote des inspirations à la fois anglaises et du centre de l'Italie. L'entreprise du comte découle très probablement d'une volonté de remise en valeur d'un des pôles importants des Savoie au nord du Léman.
Le fils d'Amédée V, Aymon de Savoie, commande d'importants travaux dans la chambre à coucher comtale, la camera domini, entre 1336 et 1338. La disposition de la pièce est modifiée par l'ouverture de nouveaux accès, la construction d'un imposant plafond voûté peint, ainsi que par l'ajout d'un escalier à vis reliant la pièce à chapelle située en contrebas. De grandes peintures murales sont réalisées quant à elles de 1341 à 1343 par Jean de Grandson. Cet artiste est proche du peintre officiel de la maison de Savoie, Giorgio d'Aquila, avec qui il a collaboré à l'ornementation de la chapelle des Princes de l'abbaye de Hautecombe, où reposent les ossements des Savoie.

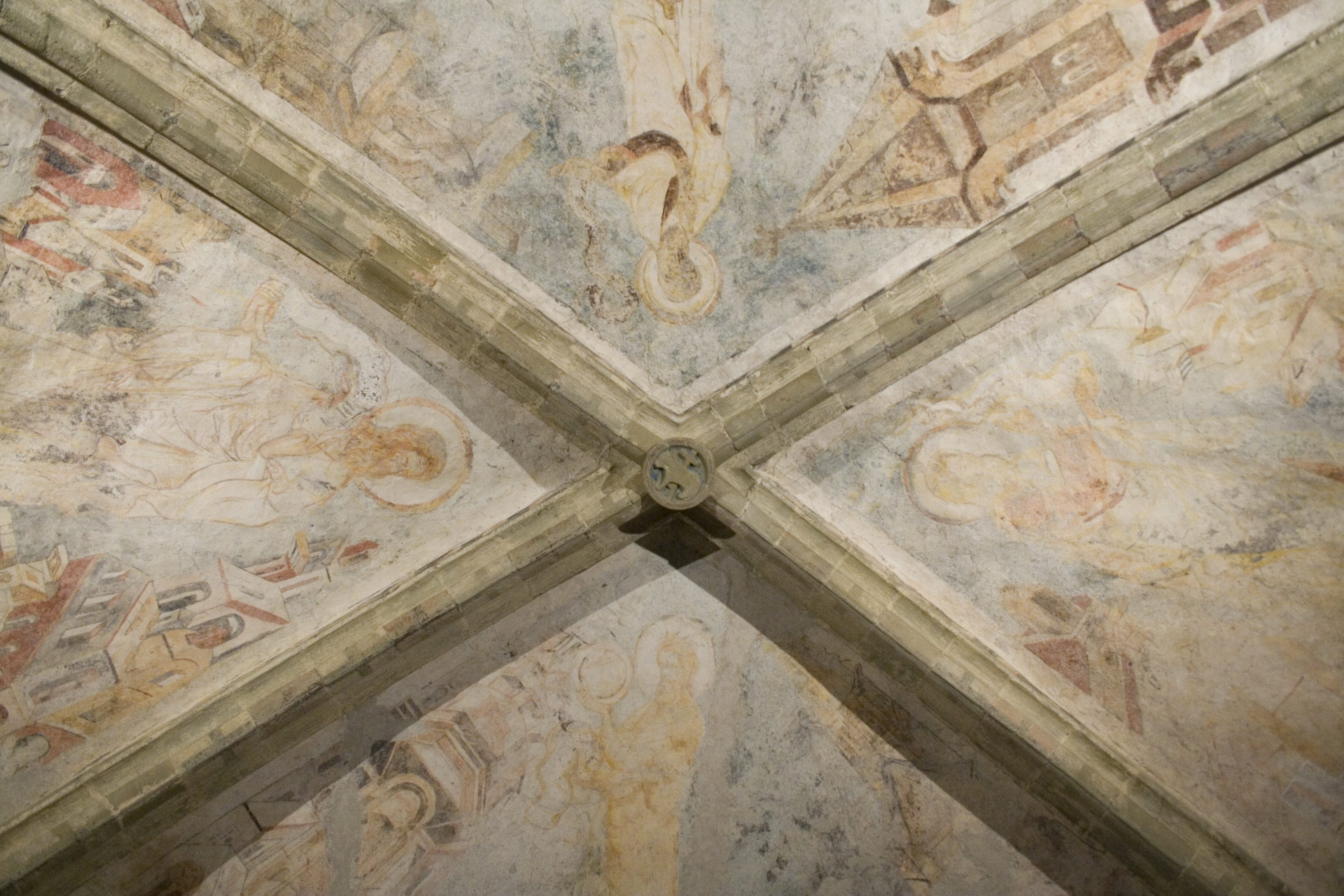
Fresques du plafond de la chapelle du château de Chillon, commandées par Amédée V de Savoie en 1314

Sous le règne d'Amédée VI, fils d'Aymon, un corps de logis de deux étages est accolé aux pièces seigneuriales. Sa fonction demeure incertaine. Il aurait pu servir à héberger Bonne de Bourbon (nièce du roi de France Philippe VI de Valois), l'épouse du comte, qui séjourne longuement à Chillon en 1379.
Tout au long du XIVe siècle, un mouvement de centralisation s'initie vers la ville de Chambéry. Couplée à l'importance grandissantes d'autres cols alpins que celui du Grand-Saint-Bernard (comme celui du Mont-Cenis), cette tendance diminue l'importance de Chillon. Le château est également concurrencé par d'autres résidences comtales au sud du Léman, comme le château de Ripaille. Après les travaux menés par Amédée VI, il est délaissé pendant quasiment un demi-siècle.
Le dernier membre de la maison de Savoie à s'intéresser à Chillon est Amédée VIII, petit-fils d'Amédée VI et Bonne de Bourbon. Comte dès 1391, il devient le premier duc de Savoie en 1416. Soucieux de remettre en valeur la forteresse lémanique, il confie à son maître d'œuvres, Aymonet Corniaux, la transformation de plusieurs pièces et l'amélioration des fortifications entre 1436 et 1450. De cette époque datent les immenses plafonds à caissons et les cheminées en pierre de plusieurs pièces d'apparat du château.
Dans la seconde moitié du XVe siècle, l'influence des Savoie sur le pays de Vaud diminue à la suite des guerres de Bourgogne. Alliés au duc Charles le Téméraire, qui est défait par les confédérés suisses lors des batailles de Grandson et de Morat, ils perdent plusieurs places-fortes. Non loin de Chillon, le château d'Aigle est conquis par les armées de Berne en 1475. Les ducs restent cependant seigneurs de Chillon jusqu'en 1536.

#### Les peintures de la camera domini

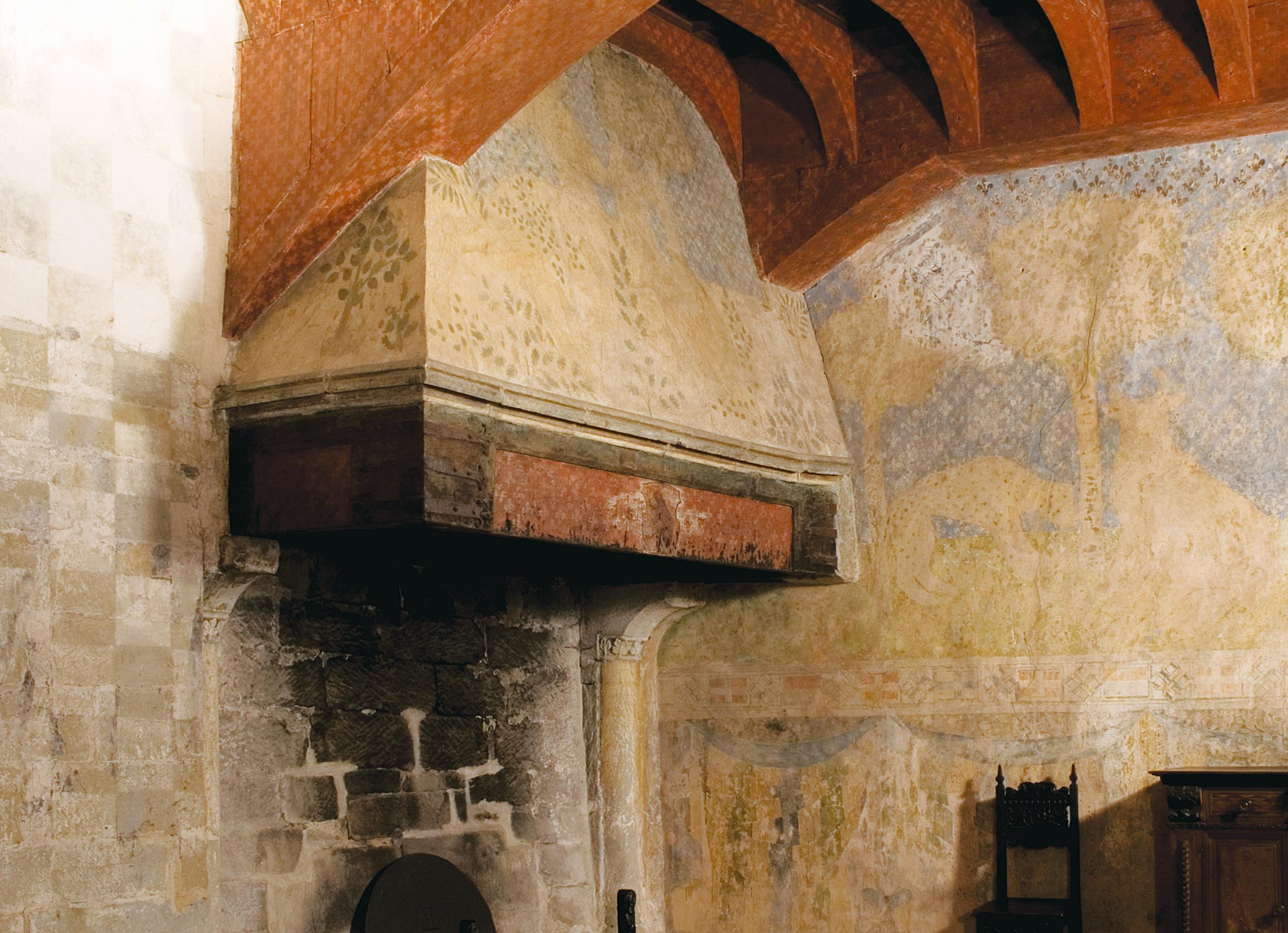
Peintures murales de la camera domini, chambre à coucher des comtes de Savoie au château de Chillon, réalisées par le peintre Jean de Grandson entre 1342 et 1344 sur demande d'Aymon de Savoie

Les peintures réalisées à la tempera à l'œuf par Jean de Grandson sur la demande du comte Aymon de Savoie ont une importance patrimoniale importante à l'échelle de la Suisse - et même au-delà. Restaurées entre 1905 et 1914, puis de 1946 à 1950 et, enfin, de 1978 à 1982, elles sont en effet les derniers témoins de décors intérieurs aristocratiques commandés par la maison de Savoie dans la première moitié du XIVe siècle. Les autres, réalisés à cette époque par le peintre Giorgio d'Aquila, n'ont pas subsisté.
Sur le manteau de la cheminée trône une représentation de saint Georges terrassant le dragon. Les parois sont quant à elles intégralement couvertes de peintures subdivisées en trois strates : au sommet se trouve un jardin luxuriant peuplé d'animaux sur un fond bleu couvert de fleurs de lys. Au-dessous figure une frise héraldique reprenant les blasons de Savoie, du Montferrat et du comté de Genève. Enfin, au pied de cet ensemble, on voit une évocation de tentures aux motifs élaborés.

#### Le graffiti du chevalier aux armes de la Savoie

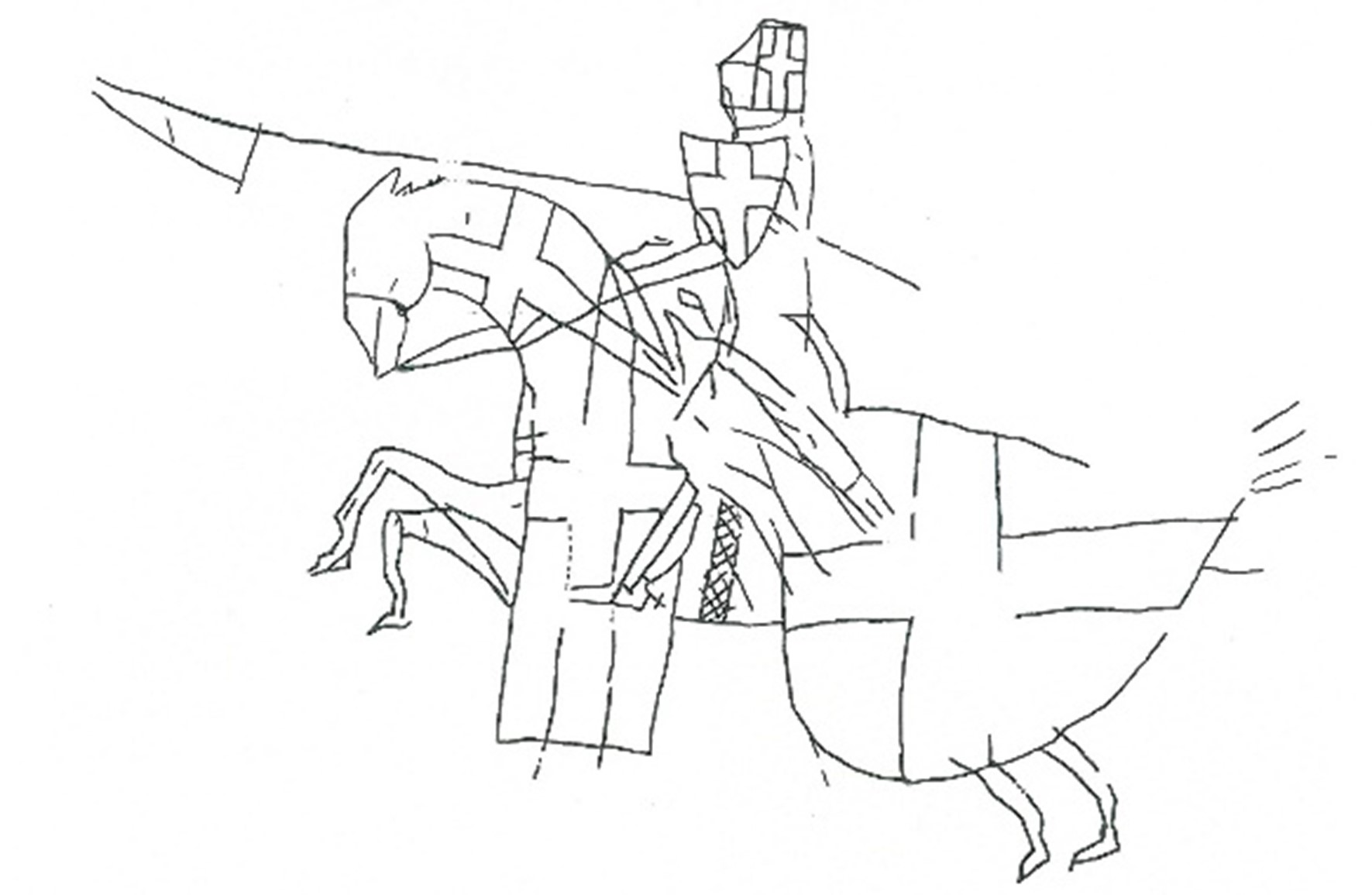
Relevé à Chillon du graffiti du chevalier dit aux armes de la Savoie, inspiré vraisemblablement du sceau du comte Amédée V de Savoie, fin XIIIe-début XIVe siècle. Réalisé par le restaurateur-conservateur Alain Besse en 2013 sur mandat de la Fondation du Château de Chillon.

Les murs du château de Chillon sont couverts de centaines de graffiti. L'un des mieux préservés et des plus élaborés se trouve dans la cheminée de la salle appelée Petit Salon, qui faisait office de garde-robe à partir du milieu du XIIIe siècle. Incisé dans l'enduit mural, il représente un chevalier aux armes de la Savoie. Ce graffiti présente des similitudes avec des sources sigillaires, notamment le sceau équestre du comte Amédée V, dont il s'inspire peut-être en partie. Un lien avec cette figure princière ne paraît pas improbable dans la mesure où il a entretenu des rapports privilégiés avec le château de Chillon. C'est notamment dans la chapelle du monument qu'il épouse sa première femme, Sybille de Bâgé, en 1272.

### La Renaissance et l'époque moderne - période bernoise

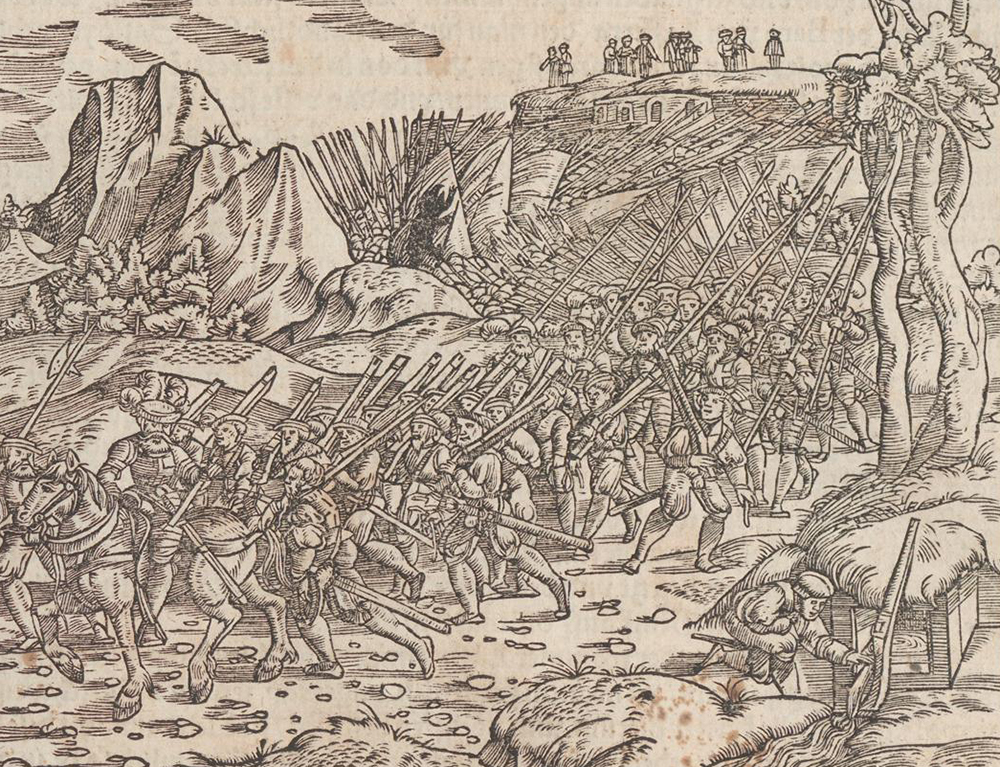
Invasion du Pays de Vaud par les troupes bernoises en 1536. Xylographie de Johannes Stumpf tirée de la Chronique de la Confédération, Bibliothèque Centrale de Zürich.

En janvier 1536, Berne déclare la guerre au duc de Savoie, Charles II. Sur leur chemin, les armées bernoises conquièrent le pays de Vaud, mettant un terme à la domination savoyarde. Le conflit se termine par la prise du château de Chillon, le 18 mars.
Même si elle est peu usitée et entretenue par la Savoie, la forteresse a été épargnée par les guerres de Bourgogne, permettant aux Bernois d'asseoir leur contrôle dans la région du Chablais. Les territoires conquis sont découpés en bailliages, des régions placées sous la férule d'un bailli. Celui-ci appartient à une famille patricienne de la cité alémanique.
Le château de Chillon devient le centre administratif du bailliage de Vevey, où réside le bailli de manière permanente. Dans la région, le représentant bernois porte aussi le titre de capitaine de Chillon et remplit de nombreuses fonctions administratives et judiciaires.

#### Modifications architecturales

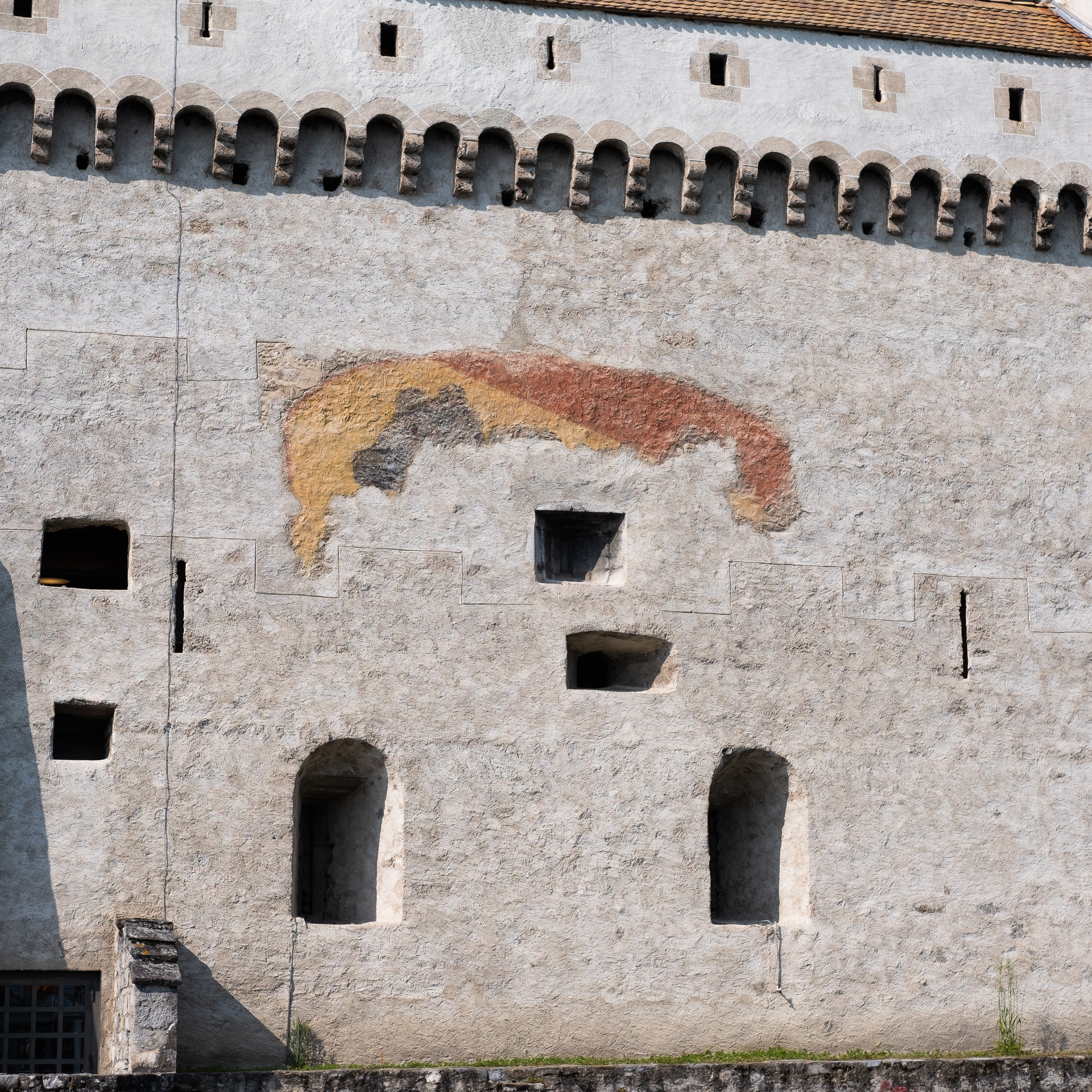
La fresque aux couleurs de Berne encore partiellement visible.

La division médiévale de Chillon entre les appartements du châtelain et ceux des Savoie n'a plus de raison d'être. Les Bernois réaménagent les lieux en fonction de leurs besoins.
En premier lieu, il adaptent le monument à l'usage des armes à feu. L'appareil défensif de la forteresse porte les traces les plus nombreuses de ces ajouts. La muraille extérieure et ses tours semi-circulaires, ainsi que les enceintes intérieures, sont percées de meurtrières en trou de serrure, facilitant le tir avec une arquebuse ou un mousquet. Leur positionnement alterne avec des ouvertures rectangulaires plus larges permettant de surveiller les extérieurs.
Les nouveaux arrivants construisent des écuries dans la première cour du château en 1536, avant de les agrandir ultérieurement. Quelques années plus tard, en 1543, ils font installer une horloge dans la tour surplombant l'entrée du monument. Son mécanisme est réalisé par le maître horloger André de Morges. Visible depuis l'extérieur, côté montagne, le cadran d'horloge date du XVIe siècle et est rénové en 1776 avec les armoiries de Berne. Les Bernois entreprennent également des travaux d'embellissement des intérieurs. Les plus significatifs sont réalisés sous la férule du bailli Hans Wilhelm von Mülinen, en poste à Chillon de 1584 à 1588. Ces travaux ont pour but de rénover la partie résidentielle méridionale, qui a subi des dégâts lors d'un tremblement de terre survenu en 1584.
En 1733, les baillis quittent Chillon pour se rendre dans la « Belle Maison », propriété rachetée à la famille de Tavel. Abritant aujourd'hui le Musée historique de Vevey et le musée de la Confrérie des Vignerons, cette demeure correspond davantage aux normes de confort de l'époque et rapproche les représentants bernois de la population locale. Ne répondant plus aux nécessités de la guerre, le château de Chillon sert dès lors avant tout de dépôt militaire. Berne envisage de transformer la partie nord du monument en grenier à blé en 1785, mais le projet est abandonné en raison des travaux colossaux à entreprendre.

#### La frise héraldique de la salle des armoiries

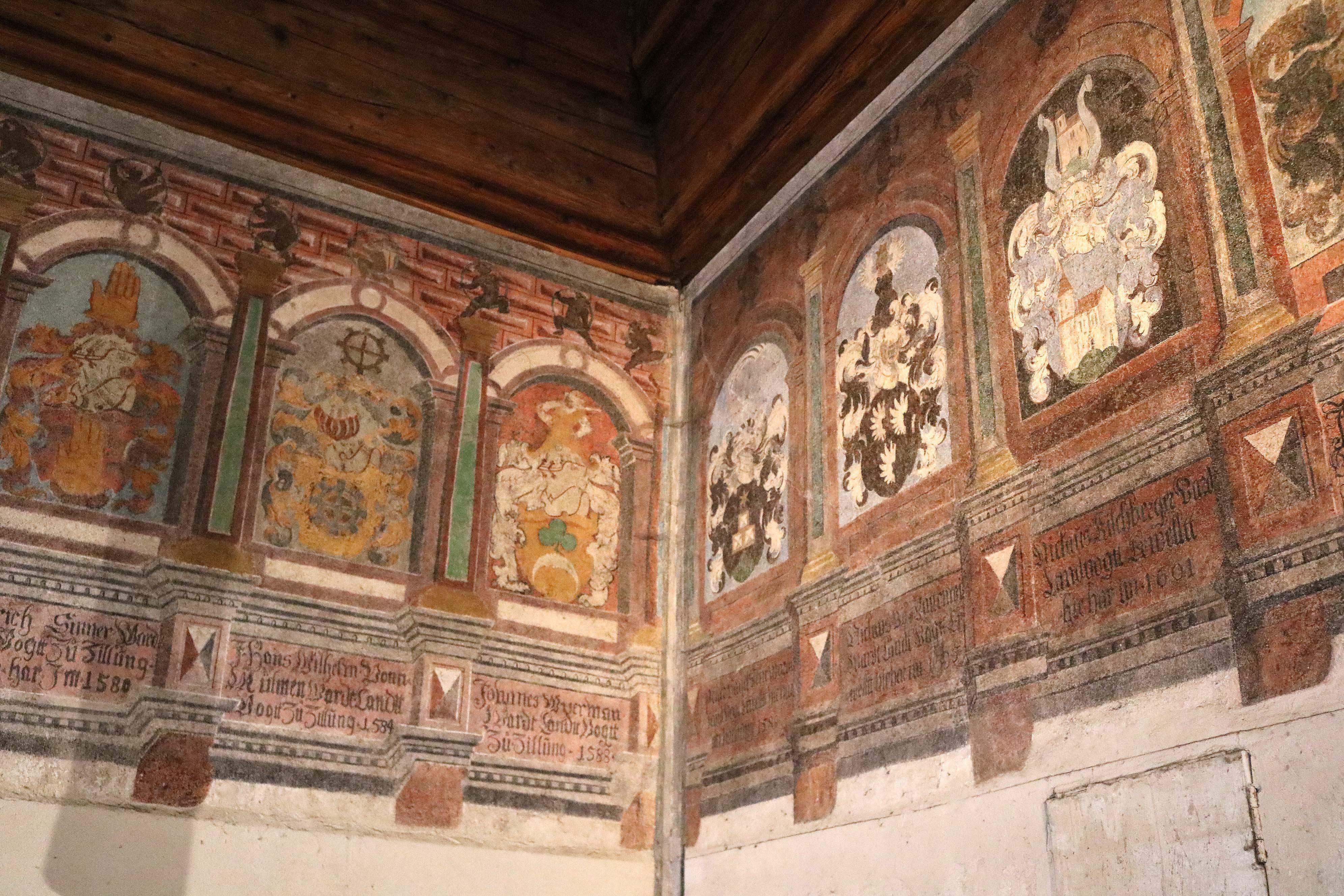
Aperçu de la frise représentant les blasons des différents baillis bernois du château de Chillon, 1586-1733, avec ajouts en 1917.

Dévolue à l'exercice du pouvoir à l'époque médiévale, la salle des armoiries est l'une des rares pièces du château à avoir conservé sa fonction après la conquête bernoise. En 1586, le bailli Hans Wilhelm von Mülinen commande une frise d'armoiries surmontée d'ornements en grisaille. Le travail est réalisé par le peintre Andreas Stoss, qui a œuvré dans plusieurs places-fortes bernoises du Pays de Vaud, comme les châteaux d'Aigle ou d'Oron. Son travail débute avec des armoiries de Berne, au-dessus de la porte sud, et s'étend jusqu'au blason de son commanditaire.
Par la suite, d'autres artistes continuent la frise, côté lac, en reprenant le schéma de Stoss. Les peintures bernoises s'interrompent sur le mur nord, sans doute après le départ des baillis à Vevey en 1733. Les armoiries des baillis en place entre ce moment et la révolution vaudoise de 1798 sont ajoutées en 1917. L'ensemble est terminé par un blason vaudois faisant face à celui de Berne.
Cette frise héraldique a pour but de montrer le bien-fondé et la continuité du pouvoir bernois au château de Chillon et dans le pays de Vaud à travers ses représentants locaux, issus des familles bernoises les plus prestigieuses. Elle constitue, sur un support mural, l'ensemble le plus complet préservé dans le canton de Vaud.

### La période vaudoise
En janvier 1798, les milices de Vevey occupent Chillon, dans le cadre des événements liés à la Révolution Vaudoise. Le bailli laisse entrer ces hommes, qui lui font croire qu’ils comptent l’aider contre une hypothétique attaque venant d’Aigle. L’épisode se déroule apparemment sans violence.
L'indépendance vaudoise est officiellement déclarée le 24 janvier 1798. Cela aboutit à la création du canton du Léman dans le cadre de l'éphémère République helvétique (1798-1803) et des troubles découlant des invasions françaises de la Suisse.
Le château devient un bien national à la révolution et appartient au tout jeune canton de Vaud, qui rejoint la Confédération suisse en 1803.

#### Un arsenal auXIXesiècle
Pendant le premier tiers du XIXe siècle, le monument ne subit pas de modifications, mais il est placé sous la surveillance d'un concierge et de deux gendarmes. Les autorités se contentent d'y entreposer du matériel militaire et d'y enfermer des prisonniers. L'absence d'une vision cantonale sur l'utilité à donner à Chillon crée des précédents dangereux. L'État autorise les militaires à y stocker sans réflexion du matériel hautement inflammable, comme la poudre noire. Les quantités entreposées dans le donjon sont telles qu'elles provoquent des lézardes sur les murs et menacent la stabilité de la tour. Après quelques hésitations, celle-ci n'est finalement pas rasée, mais sa maçonnerie est renforcée.

Vue de la première cour du château de Chillon en 1893, avec trois prisonniers travaillant à la fontaine,Archives Cantonales Vaudoises.

Le canton se montre peu actif dans la mise en valeur de son patrimoine médiéval. L'attention des autorités se porte en premier lieu sur les biens antiques, valorisés par une tradition humaniste encore vivace. Un premier musée cantonal est créé à Lausanne en 1818, qui rassemble des collections qui ne seront présentées au public qu'à partir de 1848. Chillon ne bénéficie pas encore des mêmes faveurs. Malgré un essor touristique extrêmement important, les édiles vaudois ne font rien pour rendre le monument accessible ou nourrir la soif de curiosité de visiteurs pour l'art, le patrimoine et la culture.
L'État y lance de grands travaux en 1836 pour loger du matériel de guerre et construire de nouvelles prisons. Des cours sont nivelées, des salles sont transformées, des murs sont percés pour passer de grosses pièces d'artillerie. Le canton prend véritablement possession des lieux et réalise ce que les Bernois avaient envisagé un siècle plus tôt : transformer la vieille forteresse en un entrepôt moderne.
En 1844, on construit de nouvelles cellules, censées offrir aux prisonniers un environnement plus sain. Après ces travaux, l'aspect du château ne va plus changer jusqu'à la fin du siècle. Le quotidien des prisonniers, peu nombreux, est lié à l'entretien du site et du matériel entreposé. De temps en temps, des épisodes historiques sortent le monument de sa torpeur : en 1847 et 1848, lors de la guerre du Sonderbund, des prisonniers catholiques sont enfermés dans les geôles. Plus tard, en 1871, lors de la défaite française contre la Prusse, près de quatre cents soldats français sont brièvement internés au château, dans le cadre des accords passés avec les hauts gradés hexagonaux,. Finalement, la prison est fermée par décision cantonale le 31 novembre 1894.

#### Un monument patrimonial

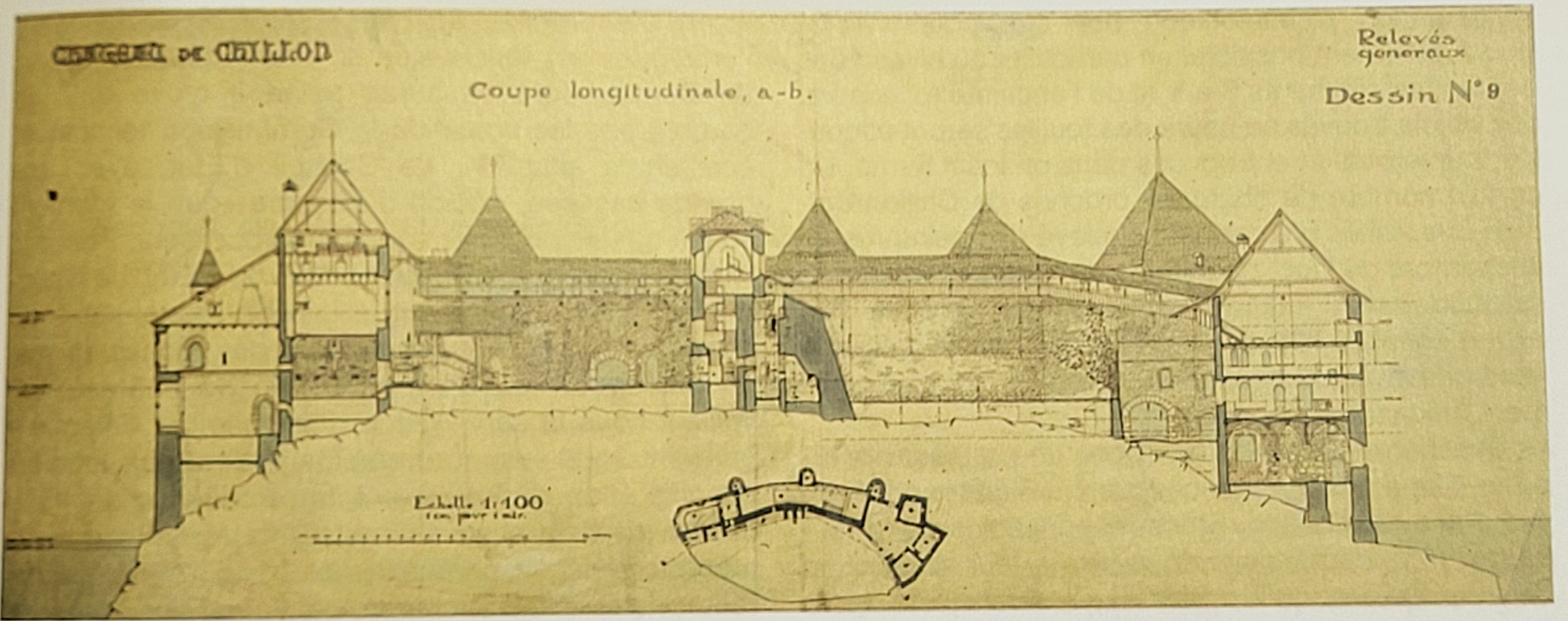
Coupe longitudinale du château de Chillon commandée en 1901 par la Commission Technique, Archives Cantonales Vaudoises.

La première proposition de mise en valeur patrimoniale du château de Chillon remonte à 1842. Réunie dans le monument, la Société d'histoire de la Suisse romande, exprime le souhait qu'un musée d'antiquités y soit installé et que la chapelle soit restaurée. Toutes occupées à transformer le château, les autorités vaudoises n'accordent guère d'importance à cette requête. Celle-ci, émanant d'une société savante, démontre toutefois que le regard sur le monument est en train d'évoluer.
Il faut attendre les années 1880 pour voir une prise de conscience cantonale de l'importance historique et patrimoniale de Chillon. Une Association pour la restauration de Chillon est créée en 1887. Dès le début, deux points de vue s'y confrontent, entre les tenants d'une certaine autonomie vis à vis de l'État et les partisans d'une présence institutionnelle plus importante. Cette dichotomie se reflète dans les objectifs mêmes de l'association, qui hésite à cette époque entre une restauration artistique du monument ou la conduite de fouilles archéologiques préalables permettant de comprendre les différentes étapes de sa construction. À l'initiative de personnalités énergiques, comme l'architecte Ernest Burnat ou l'historien de l'art Johann Rudolf Rahn, c'est le second point de vue qui finit par l'emporter.

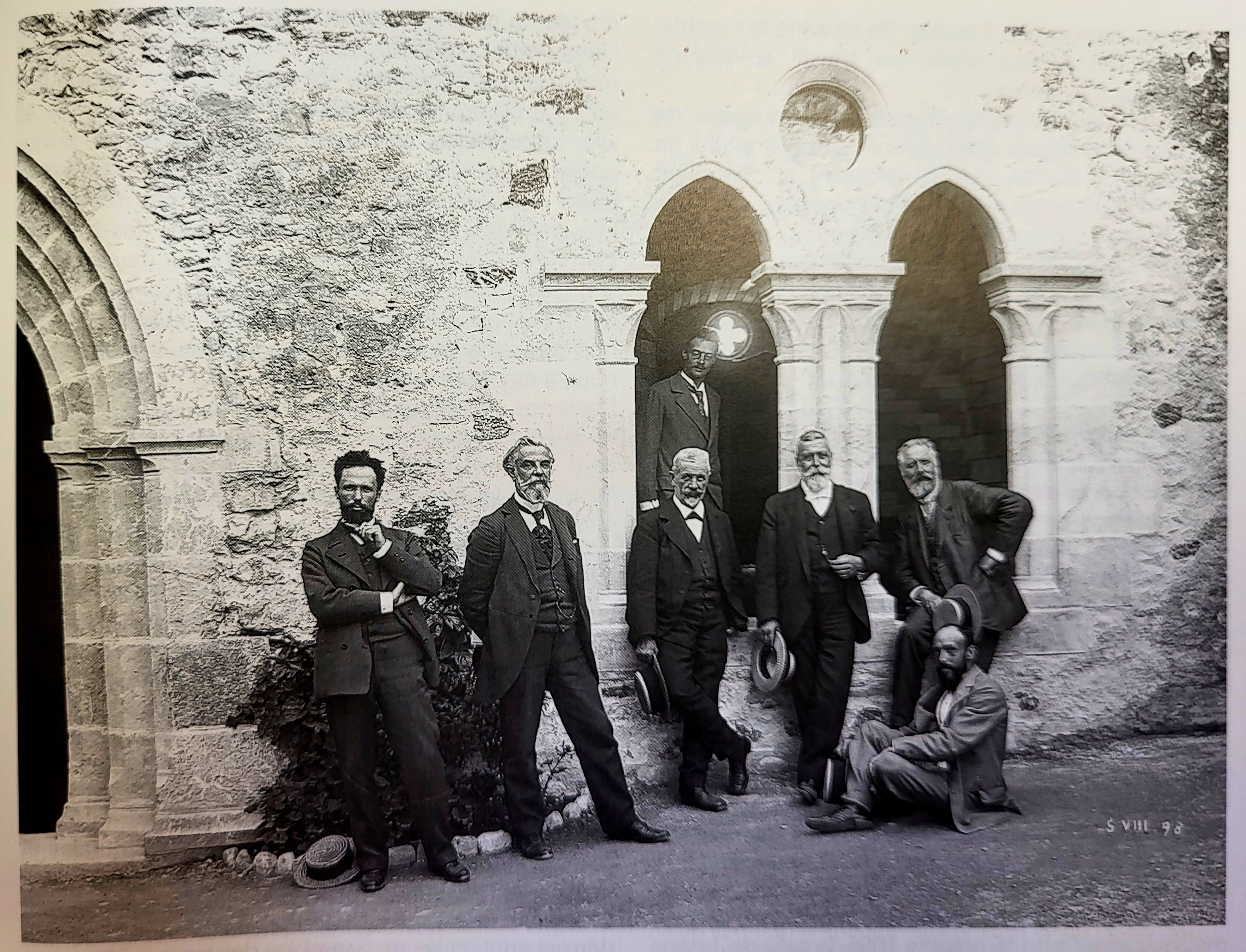
Commission Technique au château de Chillon, le 5 août 1898. De gauche à droite : Jules Simon, Henri de Geymüller, Léo Châtelain, Jacques François Viquerat, Johann Rudolf Rahn. Assis, Albert Naef. En arrière, Otto Schmid, Archives Catonales Vaudoises.

En 1889, une Commission technique est mise sur pied avec pour mandat de déterminer les modalités de restauration. Un de ses membres, l'architecte et historien de l'art Henry de Geymüller, rédige un mémoire qui en définit les principes, qui doivent être selon lui basés sur une démarche historique et archéologique visant à préserver avant de restaurer. Son texte est approuvé par l'ensemble de la Commission technique. Les prescriptions de Geymüller ne sont pas qu'une liste aride. Elles forment une méthode travail visant à harmoniser les rapports entre les différentes instances en charge des futurs travaux à Chillon. Enfin, et non des moindres, elles inscrivent une véritable éthique, où les considérations esthétiques sont subordonnées à la rigueur scientifique.

#### Des fouilles archéologiques modèles
Entre 1896 et 1898, le château est mis à nu par l'archéologue Albert Naef, qui va acquérir une grande renommée grâce à son travail. Celui-ci consigne quotidiennement le résultat de ses fouilles dans un journal structuré de manière extrêmement méthodique. Toutes les observations sont regroupées par secteur et selon la nature des travaux. Des couleurs utilisées pour mettre en exergue les intitulés des notices précisent encore davantage leur contenu. Son travail se base sur une connaissance aussi étendue que possible du monument, afin d'en effectuer un relevé exhaustif. Il réalise des moulages détaillés, effectue des comparaisons architecturales avec d'autres monument de l'ère géographique de la Savoie médiévale et tient compte des acquis de la science historique grâce à des recherches dans les archives.

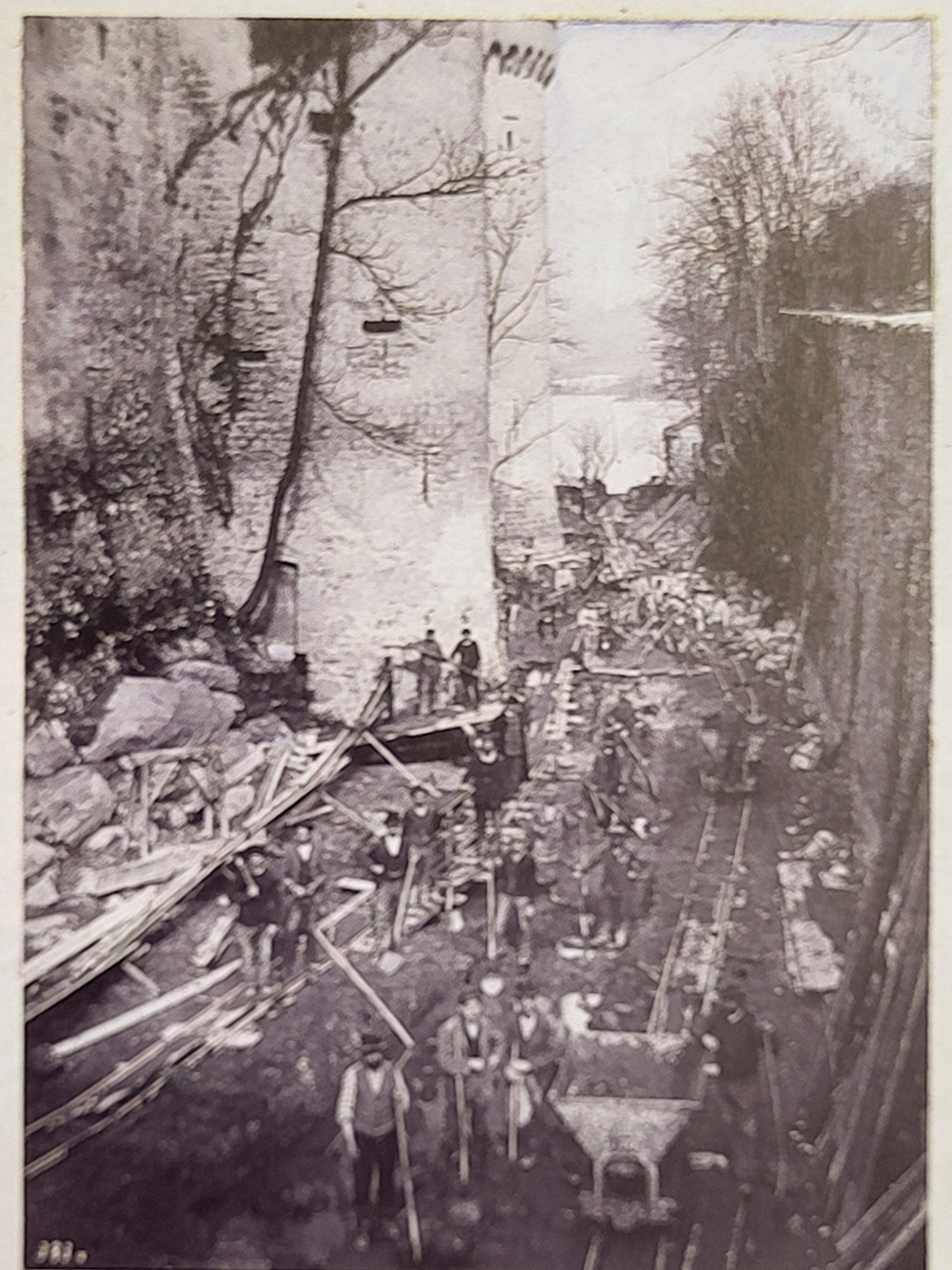
Fouilles archéologiques du fossé du château de Chillon en mars 1903, Archives Cantonales Vaudoises.

Les fouilles archéologiques menées à Chillon aboutissent sur la restauration du monument. Les parties recréées ex nihilo sont dûment signalées par des inscriptions sur la pierre. Le travail de Naef bénéficie d'une reconnaissance internationale. En août 1898, Alfredo d'Andrade, l'inspecteur des monuments historiques du Piémont et de la Ligurie est invité à participer à la séance de la Commission technique, durant laquelle il souligne les similarités entre sa méthode et celle de Chillon. En 1907, l'archéologue vaudois présente à Guillaume II, l'empereur de Prusse, quelques pages d'un ouvrage traitant de la camera domini dans son château du Haut-Koenigsbourg. Il lui remettra en mains propres l'entier de son travail, l'année suivante, à Berlin. Un autre exemplaire unique est envoyé au roi d'Italie, Victor-Emmanuel III.
Pour autant, les restaurations ne sont pas dénuées de défauts. En premier lieu, la volonté de se focaliser sur la période médiévale du monument se fait au détriment des modifications bernoises, qui sont effacées et ne sont gardées que dans quelques rares pièces. Plus généralement, un véritable relâchement par rapport aux principes initiaux de la Commission technique s'opère à partir de 1908. Les interventions de Naef sont de plus en plus esthétiques et ne se basent plus  aussi rigoureusement sur une démarche scientifique. Face aux lacunes du patrimoine architectural et artistique de Chillon, la volonté est de reconstituer par imagination ce qui manque de manière à évoquer des éléments médiévaux.

## Art
Au fil des siècles, le château de Chillon a inspiré de nombreux artistes, faisant du site un lieu culturel majeur.

### Les écrivains

#### Rousseau et la Nouvelle Héloïse

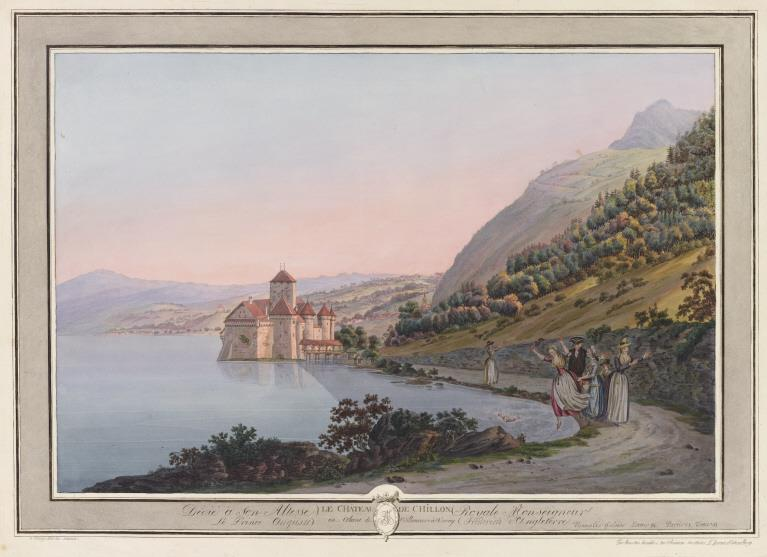
Pierre Samuel Louis Joyeux, Franz Xaver Wexelberg, Le Château de Chillon en Alant de Villeneuve à Vevey, gravure au trait à l'aquarelle, d'environ 1786. La scène au premier plan représente l'épisode de la noyade dans le roman Julie ou la Nouvelle Héloïse de Jean-Jacques Rousseau, non loin du château de Chillon.

L'écrivain et philosophe Jean-Jacques Rousseau place l'épisode le plus tragique de son roman épistolaire Julie ou la Nouvelle Héloïse, paru en 1761, dans les environs du château de Chillon. Dans ses Confessions, il explique ce choix en raison de l'attrait que la diversité et la magnificence des paysages lémaniques exercent sur son imaginaire. De manière très brève, il évoque également la captivité bien réelle de François Bonivard dans la forteresse lémanique. 
En plein siècle des Lumières, l'ouvrage rencontre un succès incroyable. Rousseau exalte les sentiments et invente une nouvelle manière de sentir et dire l'amour, qui exacerbe la sensibilité des lecteurset facilite un processus d'identification fusionnelle avec les personnages. Les romans sont lus et relus, appris par cœur, cités et récités, permettant aux lecteurs d'être envahi par le texte et de projeter leur propre vie à travers la fiction.

#### Lord Byron etLe Prisonnier de Chillon

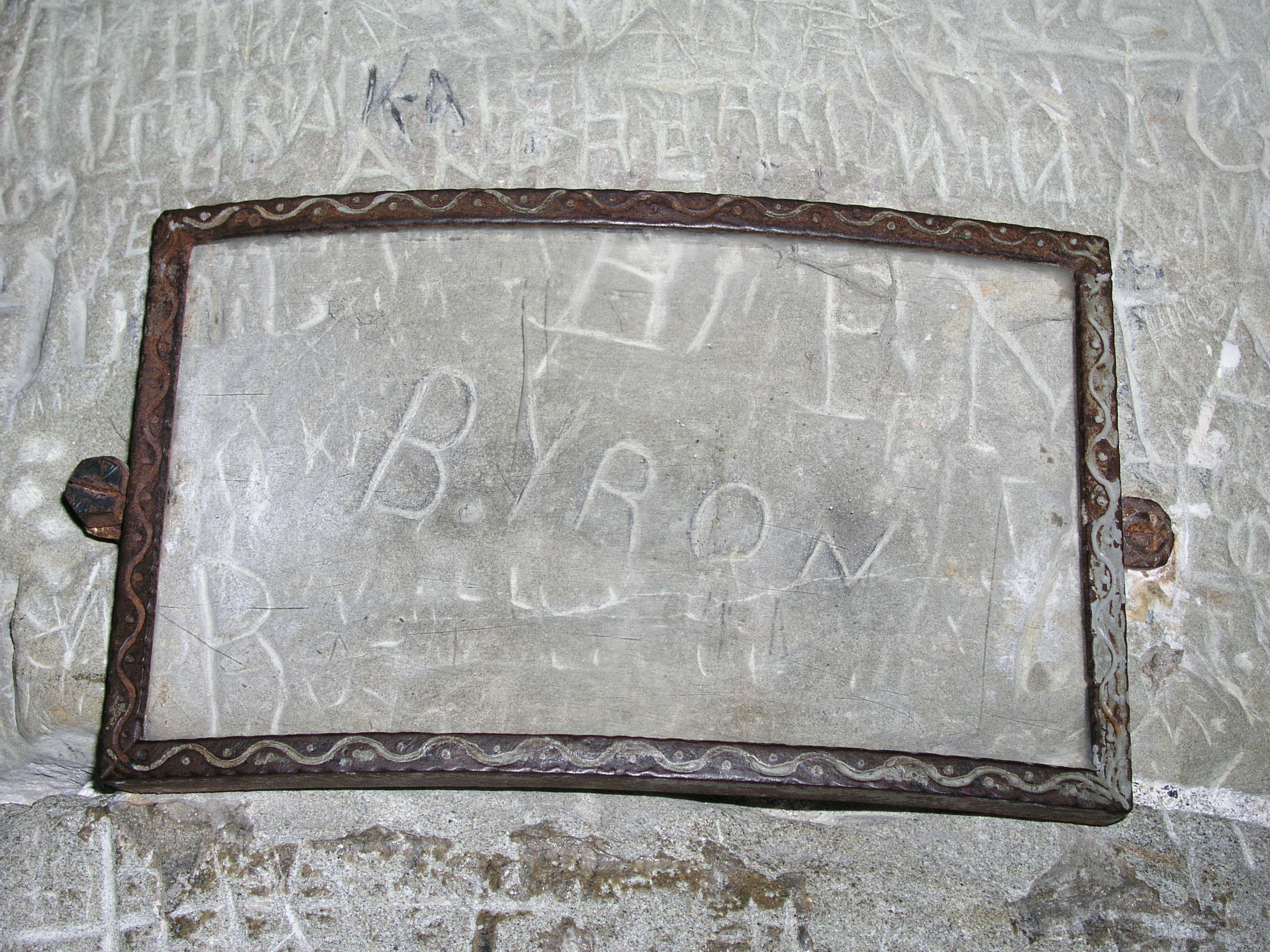
Graffito attribué à Lord Byron sur la troisième colonne des prisons du château de Chillon.

Comme de nombreux auteurs romantiques, George Gordon Byron est un lecteur assidu de la Nouvelle Héloïse. Lors de son exil en Suisse, en 1816, il effectue des excursions sur les traces du roman de Rousseau. Après une visite à Chillon survenue en juin, il écrit son fameux poème Le Prisonnier de Chillon. Évocation magnifiée de l'emprisonnement de François Bonivard, prieur de Saint-Victor de Genève, emprisonné dans la forteresse pour ses positions hostiles à la Savoie avant d'être libéré par les Bernois en 1536, le personnage historique devient sous la plume de Byron un chantre de la liberté. Le château lui-même se mue en espace d'oppression duquel irradie un caractère presque sacré.
En raison de la célébrité de Byron, et de son aura scandaleuse, le poème rencontre un immense succès auprès du public et assoit la réputation lémanique comme destination incontournable à visiter. Il transforme Chillon en un château de littérature. Sa mort, en voulant aider le peuple grec à se libérer de la domination ottomane, fait de lui un modèle pour les jeunes Européens en révolte contre les carcans de leur époque. Les admirateurs du poète anglais vont à leur tour partir sur ses traces comme une sorte de pèlerinage romantique.

#### Henry James etDaisy Miller
Dans sa novella intitulée Daisy Miller, publiée en 1878, Henry James décrit une visite au château de Chillon menée par son héroïne et un compatriote américain, Winterbourne. L'intrigue est construite autour de deux moments incarnés par des monuments touristiques : le Colisée et le château de Chillon. Ces deux visites sont la clé permettant de comprendre les émotions des personnages et d'accéder, en partie à leur motivation. Le premier lieu conduit à l'amour, le second à la mort.
À Chillon, la jeune américaine ne se montre pas intéressée par l'histoire du monument. Elle réagit avec une forme d'ironie moqueuse à toutes les attractions gothiques morbides du monument, héritage de la visite de Byron. Elle profite surtout de ce moment pour parler d'elle et poser des questions personnelles à Winterbourne. Le passage dans la prison de Bonivard fait écho à la vie de Daisy qui essaie d'échapper aux normes sociales de son époque.

### Les peintres

#### William Turner et le paysage

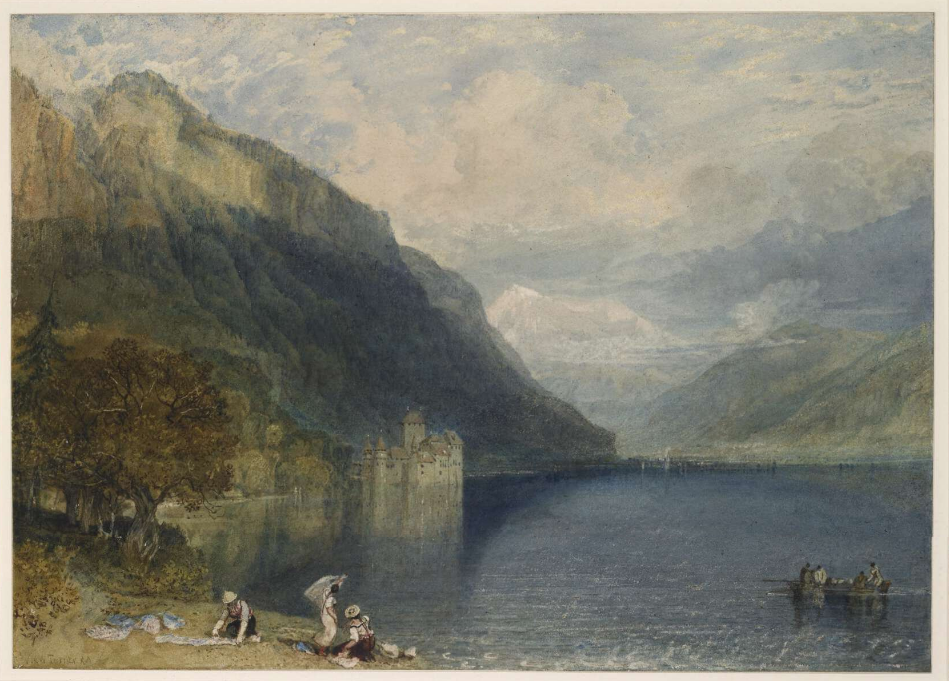
Joseph Mallord William Turner, Château de Chillon, aquarelle sur papier, 1809, British Museum.

En 1802 (avant le passage de Byron), lors de son premier voyage en Suisse, le peintre anglais William Turner fait quelques croquis du château de Chillon. Il développe un véritable attrait pour les Alpes et y reviendra à plusieurs reprises au fil de sa carrière. Dans une aquarelle du monument réalisée en 1809, il augmente énormément la taille des montagnes en arrière-plan mais donne une forme plus arrondie et harmonieuse aux dents du Midi. Il apporte à sa composition une touche d'authenticité dans les costumes traditionnels des femmes au premier plan. L'ensemble dégage une impression de vitesse et de mouvement  allant de droite à gauche en direction de la forteresse. Les pêcheurs avancent sur une barque, la brise fait onduler la surface du lac en direction du rivage. Le drap que le personnage debout tient dans sa main se gonfle, et son geste désigne le château. Celui-ci se trouve sous le flanc abrupt de la montagne, dans l'obscurité. Cela crée un contraste avec la blancheur des montagnes en arrière-plan,.

#### Eugène Delacroix etLe prisonnier de Chillon

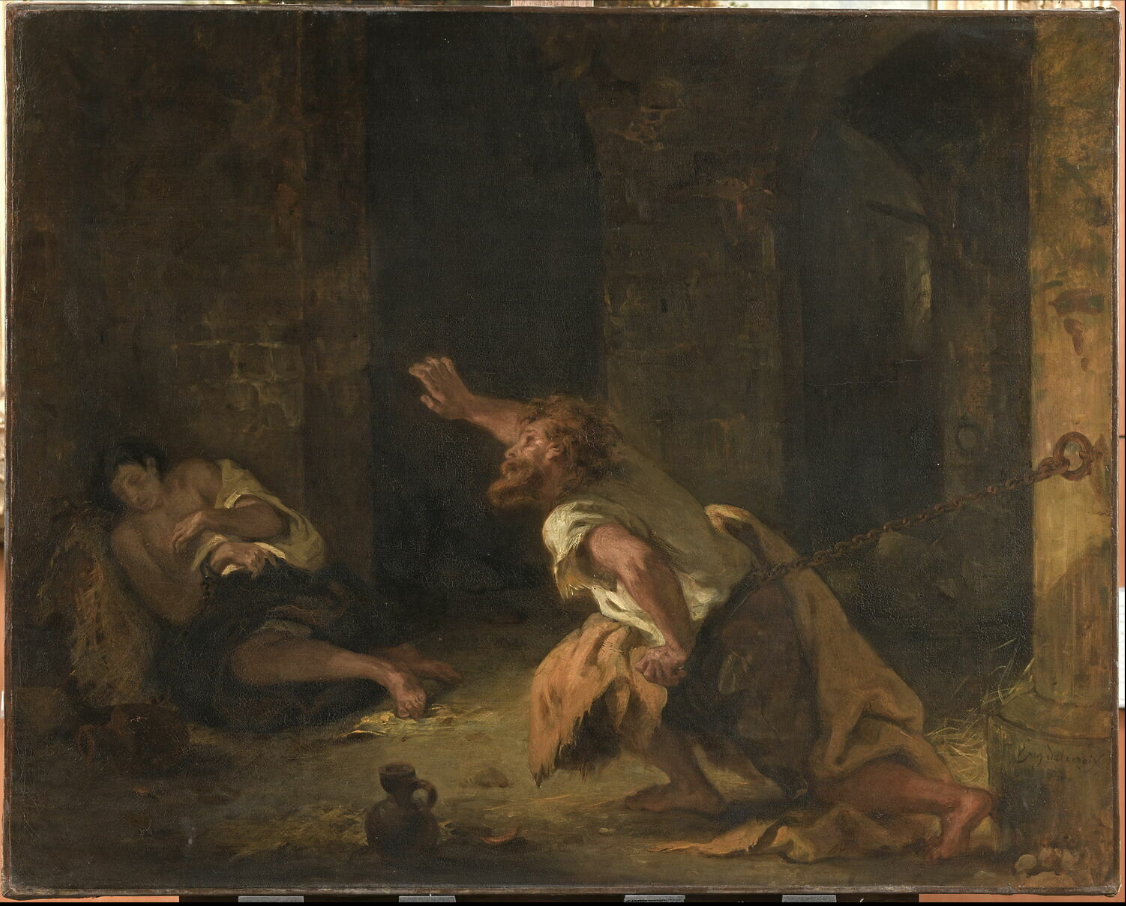
Eugène Delacroix, Le prisonnier du Chillon, huile sur toile, 1834, Musée du Louvre.

En 1834, Eugène Delacroix représente un épisode du poème Le prisonnier de Chillon. Destiné au duc d’Orléans, le tableau est dévoilà au Salon de 1835. La scène représente le moment où Bonivard découvre le cadavre de son frère cadet. Le peintre n'ayant jamais visité le château, le décor est purement imaginaire. La prison est plongée dans le noir, de manière à mettre en évidence les personnages et leurs tourments intérieurs. Les vêtements déchirés et la posture expressive de Bonivard, courbé et tordu, accentuent sa profonde détresse.

#### Gustave Courbet et la série sur Chillon

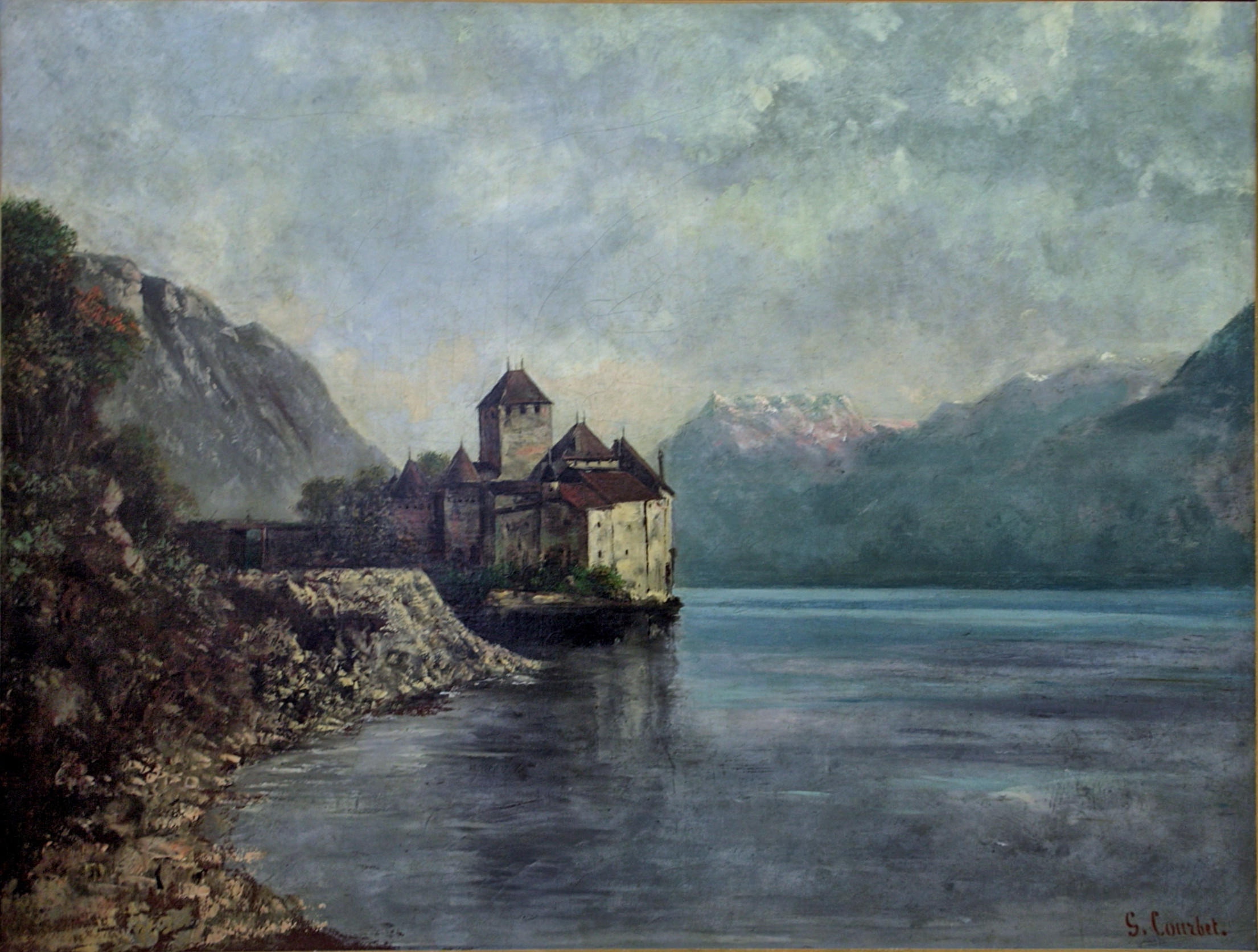
Gustave Courbet, Le château de Chillon, huile sur toile, 1874, Musée Courbet.

Lors de son exil en Suisse à la suite de la répression de la Commune, alors qu'il réside à la La Tour-de-Peilz, Gustave Courbet réalise une série d'une vingtaine de tableaux représentant le château de Chillon sous des angles différents. Perclus de dettes, l'artiste peint ce motif touristique dans l'espoir de trouver aisément des acheteurs. L'une des représentations les plus atypiques, intitulée Le château de Chillon, une huile sur toile peinte en 1873, est conservée au musée Wallraf-Richartz de Cologne. Une plus classique, peinte en 1874, est conservée au musée Courbet à Ornans.

## Tourisme
Le château de Chillon bénéficie de l'essor du tourisme, initié dans la seconde moitié du XVIIIe siècle dans le sillage du Grand Tour. L'ancienne forteresse de la Famille de Savoie et, plus généralement, la région lémanique correspondent en effet aux goûts esthétiques de l'époque, liés au romantisme naissant, qui mêlent un attrait pour le pittoresque et l'esthétique du sublime.

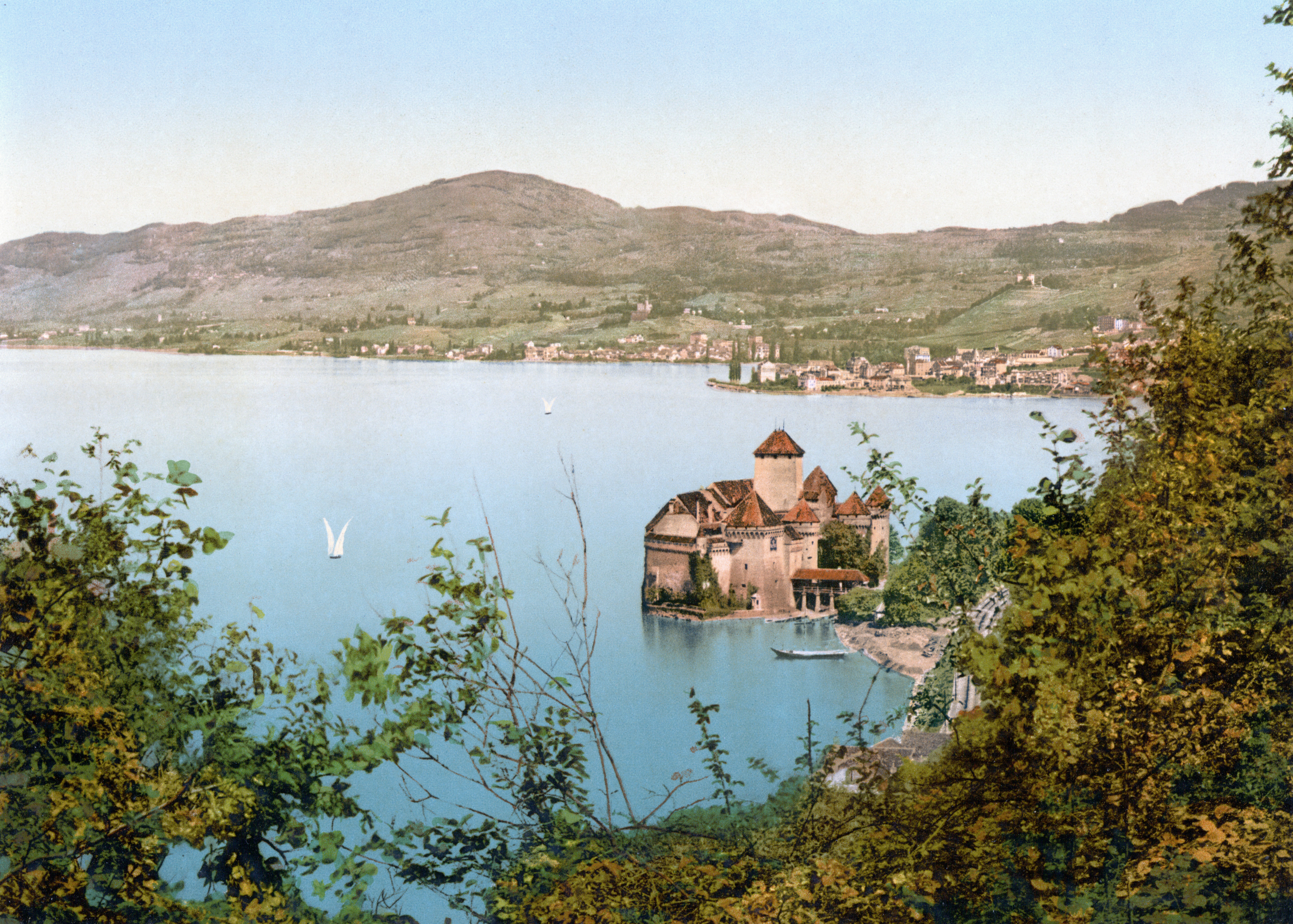
Vue du château depuis Villeneuve, photochrome d'environ 1890 - 1900.

Dans la première moitié du XIXe siècle, de nombreuses personnalités du monde artistique, écrivains ou peintres, franchissent les murs du château, attirés par la notoriété de Lord Byron qui, par contrecoup, a infusé dans le monument une partie de son mythe personnel - lié à sa vie tumultueuse et sa fin tragique. Leur venue alimente la réputation du château comme site touristique et culturel, qui attire de plus en plus de visiteurs.
Le passage de Byron a laissé une trace dans les prisons de Chillon : un graffiti de sa signature. Si aujourd'hui, son authenticité est remise en question, elle a marqué profondément l'imaginaire des visiteurs. Admirateur du poète anglais, l'écrivain Gustave Flaubert notait déjà l'impression que la vue de l'incision suscitait dans une lettre datée de 1845 : « Le nom de Byron est gravé de côté ; il est déjà noir, comme si on avait mis de l'encre dessus pour le faire ressortir. Il brille en effet sur la colonne grise et jaillit à l'œil dès en entrant. Au-dessous du nom, la pierre est un peu mangée, comme si la main énorme qui s'est appuyée là l'avait usée par son poids. Je me suis abîmé en contemplation devant ses cinq lettres ».

### Arrivée des transports publics

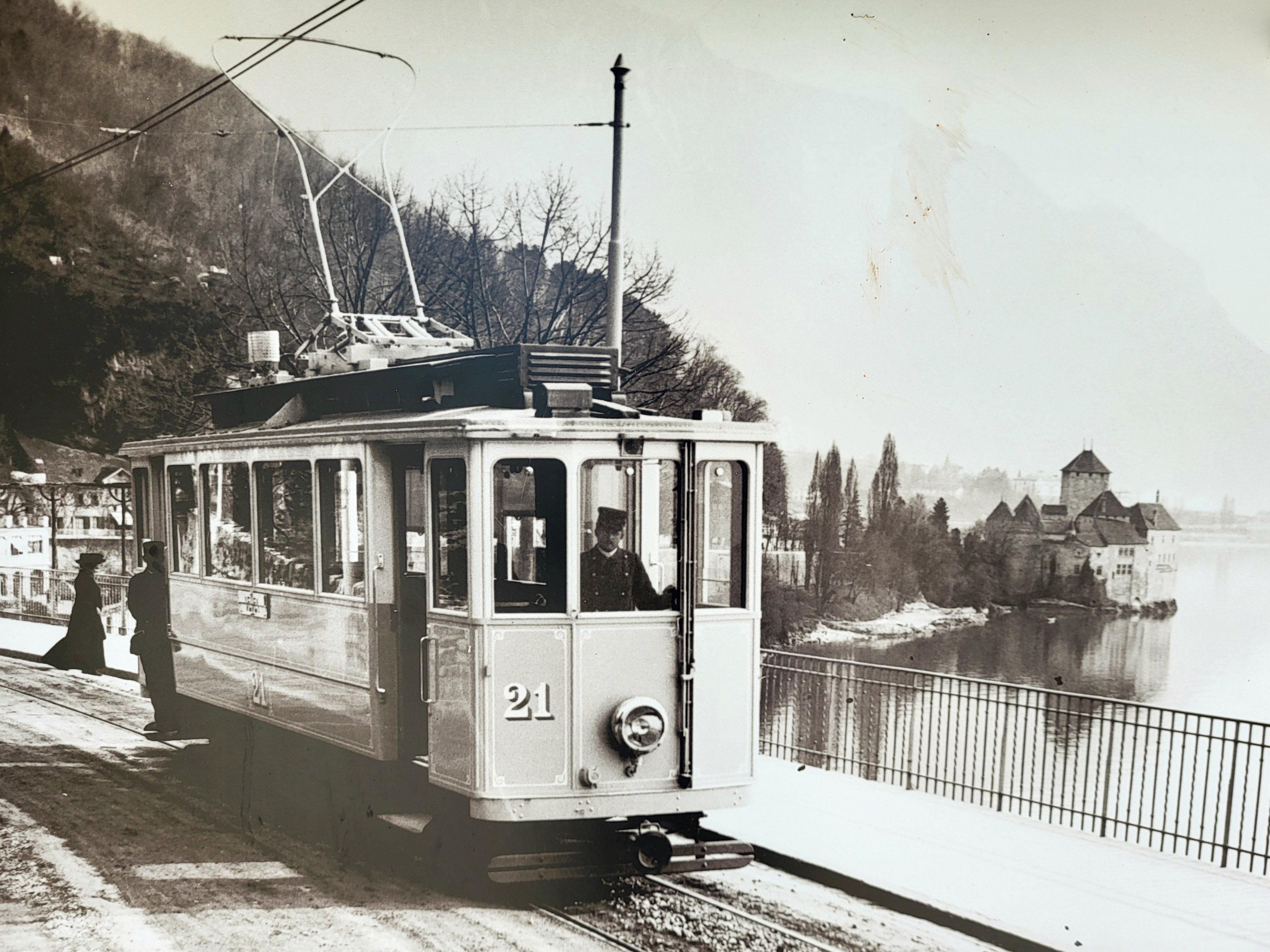
Tramway passant devant devant le château de Chillon à Veytaux, près de Montreux, en 1900, Archives Cantonales Vaudoises.

Le développement ferroviaire XIXe siècle entraîne une réduction des distances et diminue les coûts d'un voyage, ce qui entraîne une véritable explosion du nombre de touristes, qui connaît son apogée de 1880 au début de la Première Guerre mondiale en 1914.
Une gare est bâtie à cinq minutes à pied du château en 1861, lors de la construction du tronçon de voie reliant Lausanne à Villeneuve, sur la ligne du Simplon. Quant au tramway, il circule à partir de 1888 et la création de la compagnie Vevey-Montreux-Chillon. Il s'agit du premier tramway électrique de Suisse, dont l'une des motrices est encore visible au Musée suisse des transports. Et en 1939, c'est au tour de la Compagnie Générale de Navigation de construire un débarcadère pour que ses bateaux puissent accoster dans les abords immédiats du monument.

### Fréquentation
En 1896, première année de perception des entrées, on dénombre 34 242 visiteurs, puis 80 000 en 1910 et 90 000 en 1913. Le cap des 100 000 entrées est dépassé en 1927. En 1969, le palier des 200 000 visiteurs saute à son tour. Celui des 300 000, en 1984. En 2019, la fréquentation atteint un record de 431 946 visiteurs. L'année suivante, la pandémie de Covid-19 entraîne la fermeture des frontières. Les visiteurs nombre de visiteurs chute à 130 000. En 2023, la reprise du tourisme permet de renouer avec le succès. Le château attire plus de 391 000 visiteurs, le quatrième meilleur résultat de son histoire.
La fréquentation du château est très liée à la conjoncture internationale. Les guerres mondiales, les attentats du 11 septembre 2001, la pandémie de Covid-19 ou la guerre en Ukraine ont eu un impact immense sur le nombre de visiteurs.

## Collections

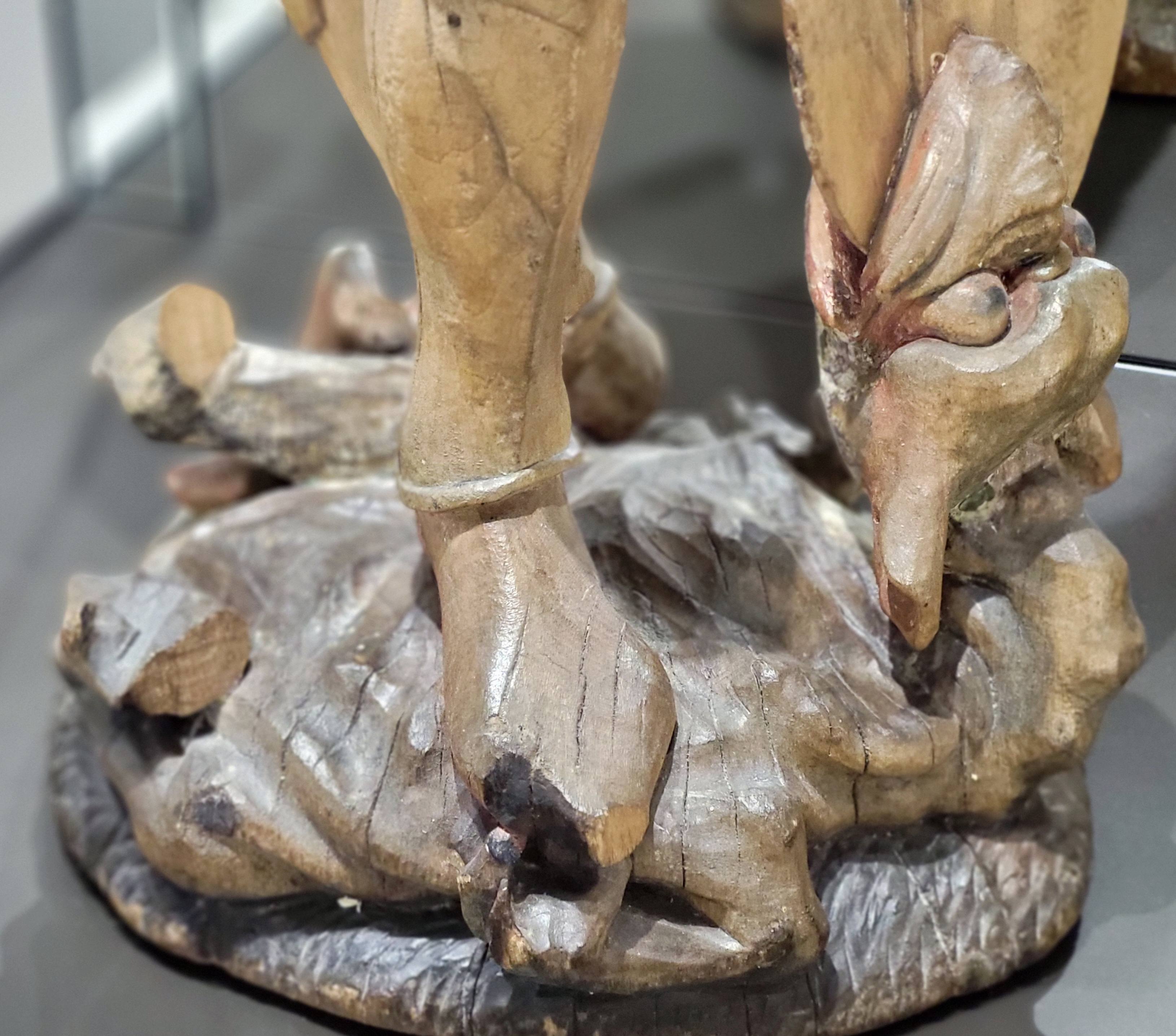
Détail de la statue de saint Georges exposée dans la chapelle du château de Chillon (XVe siècle).

Le château possède des collections, qui sont constituées depuis 1888. Au total, le fonds comprend plus de trois cents objets que la Fondation du Château de Chillon a à cœur de conserver et de valoriser. Y figurent des objets trouvés lors des fouilles archéologiques menées par Albert Naef, des objets originaux importés ou des fac-similés. Afin de garantir une certaine authenticité, la provenance se limite - autant que possible -  à l'ère géographique de la Savoie médiévale, aux cantons suisses de l'époque moderne ou à des régions proches des cantons suisses au Moyen Âge et à l'époque moderne. Celles-ci sont gérées en collaboration étroite avec le Musée Cantonal d'Archéologie et d'Histoire.

### Statue de saint Georges
Dans la chapelle se trouve une statue en ronde-bosse représentant saint Georges de Lydda terrassant le dragon. Acquise en 1895, elle est datée de la seconde moitié du XVe siècle et proviendrait du sud de l’Allemagne. Certaines parties portent encore des traces visibles de la polychromie d'origine. D'autres présentent des traces de cassures sans qu'on sache quand celles-ci sont survenues.

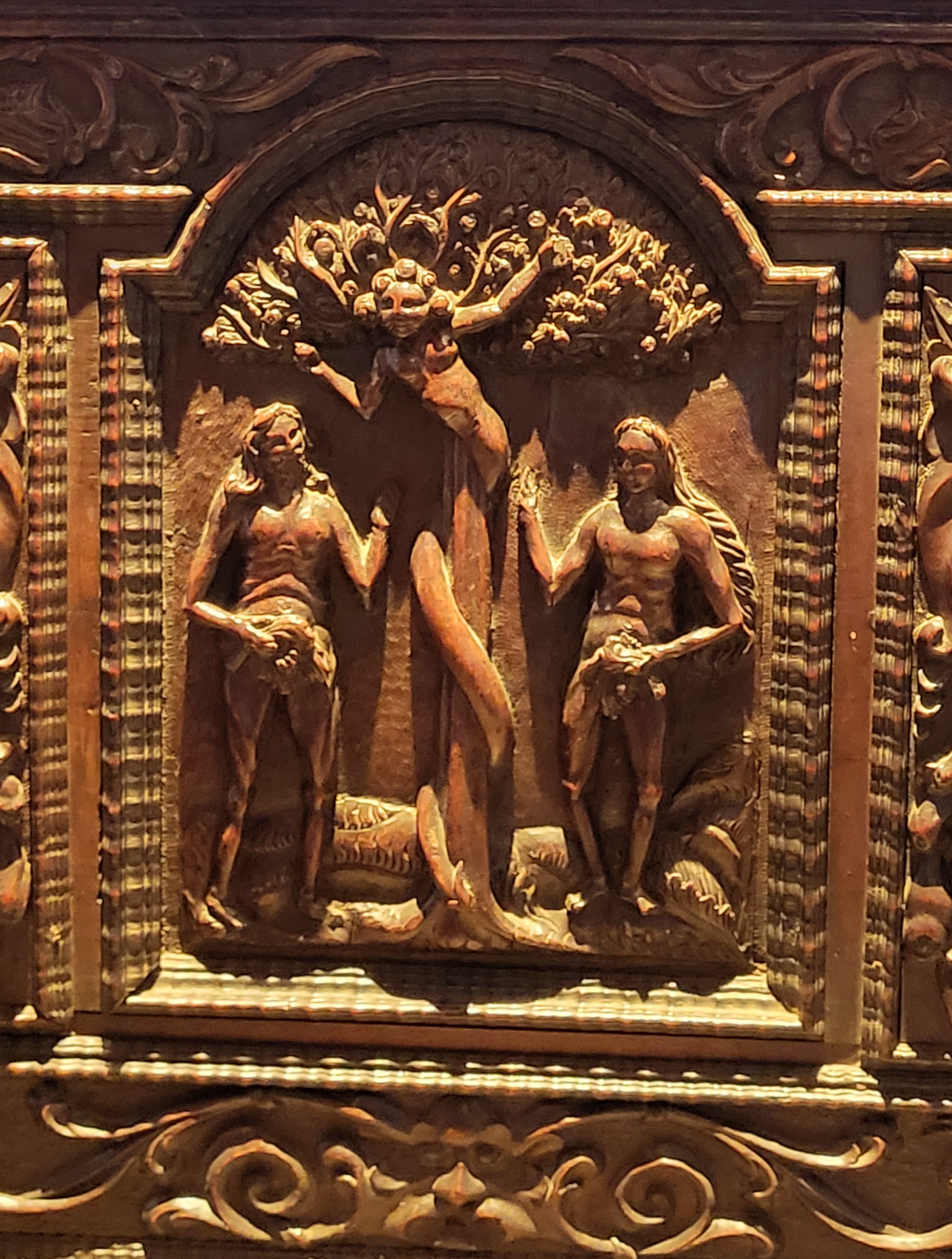
Détail du coffre d'Alexandre Mayer exposé au château de Chillon, avec une représentation d'Adam et Ève tentés par le serpent devant l'arbre de la connaissance du bien et du mal (XVIIe siècle).

### Coffre Mayer
Exposé dans la aula nova, ce coffre date du XVIIe siècle et est rattaché à l'atelier de l'ébéniste Alexandre Mayer. Originaire de Souabe, celui-ci travaille à Broc, puis dans le Chablais valaisan, où il sculpte les stalles en noyer de l’abbaye de Saint-Maurice. Les armoiries et initiales du gouverneur Joseph Jost, et celles de son épouse Marie Schwick, situent l’origine de ce meuble dans la ville de Monthey. Les reliefs sculptés représentent trois épisodes du mythe d’Adam et Ève : création d'Ève, tentation et expulsion du paradis.

### Arbalète
Une arbalète est exposée dans la salle d'armes du donjon. Datée du XVe siècle, elle est donnée par un particulier en 1825. L'arme est composé de bois fruitier avec incrustation de bois de cerf et de corne. À l’origine, l’arc de l’arme était recouvert par de l’écorce de bouleau peint. À côté figurent des pointes de flèche trouvées à Chillon lors des fouilles archéologiques. Elles permettent de se rendre compte de la taille énorme des projectiles.

## Expositions temporaires
Chaque année, la Fondation du Château de Chillon propose une exposition aux visiteurs. La programmation culturelle alterne entre des expositions historiques et artistiques. Des catalogues d'exposition sont édités, dès que cela est possible.

### Expositions historiques
- Histoires d'ours (20 mars au 28 juin 2009)[85],[86].
- Patrimoines en stock ; les collections de Chillon (20 février au 23 mai 2010), en collaboration avec le Musée Cantonal d'Archéologie et d'Histoire[87].
- La chasse aux sorcières dans le Pays de Vaud (XVe-XVIIe siècles) (9 septembre 2011 au 24 juin 2012)[88],[89],[90].
- Byron is back ! Lord Byron, le retour (29 avril au 21 août 2016)[91],[92].
- Médiévale factory (27 janvier au 5 novembre 2017), en collaboration avec l'Espace des Inventions[93],[94].
- L'eau à la bouche ; boire et manger au Moyen Âge (10 septembre 2018 au 28 avril 2019)[95],[96],[97].

### Expositions artistiques
- Léman zen ; la transparence des éléments (7 août au 5 octobre 2008)[98].
- Grandeur Nature ; les horizons alpins de Samuel Bitton (2 septembre au 22 novembre 2009), en collaboration avec Pro Natura.
- Lumière du lac ; photographies de Laurent Geslin (2 novembre 2010 au 28 février 2011).
- Bateaux Belle Époque du Léman - 10 maquettes de la flotte historique de la CGN (15 avril au 26 juin 2011).
- Igor Markévitch ; compositeur et chef d'orchestre (25 août au 28 octobre 2012)[99],[100].
- La magie de l'eau ; photographies de Raphael Rojas (24 janvier au 14 avril 2013).
- Chillon ; la belle époque de l'affiche (30 août au 24 novembre 2013).
- Hugo Bonamin ; portraits fantômes - les visiteurs illustres du château (06 juin 2014 – 26 octobre 2014).
- Armures, textiles et reflets ; œuvres de Malou Zryd (4 septembre 2015 au 3 janvier 2016)[101].
- Montagnes magiques ; œuvres de Daniel Frank (1er septembre 2016 au 1er janvier 2017)[102],[103].
- Christine Sefolosha - larguez les amarres (29 août au 24 novembre 2019)[104].
- Caroline Tschumi - Princesses en lumière (9 septembre 2022 au 23 avril 2024)[105],[106].
- Leah Linh – Fortunes et reflets au temps de Pierre II de Savoie (14 septembre 2023 au 14 avril 2024)[107],[108].

## Gouvernance
L'État de Vaud est propriétaire du château de Chillon. Depuis 2002, la Fondation du Château de Chillon (fondation de droit privé) assure l'exploitation et la conservation du monument. La direction assume la vision stratégique et la direction générale de la Fondation du Château de Chillon, en collaboration avec un conseil de fondation. Depuis 2022, celui-ci est présidé par Anne-Catherine Lyon, qui a succédé à Claude Ruey, pour une durée de 5 ans. 
La Fondation procède en 2011 au dépôt du nom du château comme marque, une première en Suisse pour un monument historique.
Depuis 1892, une commission technique se charge de la conservation du monument. Composée d'architectes et de spécialistes du patrimoine, elle est présidée par un représentant de l’État de Vaud.

### Fonds d'archives
- Fonds : Château de Chillon (600-2013) [Archives de l'Association du château de Chillon (antérieurement Association pour la restauration du château de Chillon) et archives provenant du Secrétariat général du Département de l'instruction publique et des cultes et du Service des bâtiments concernant le château de Chillon : photographies, plans, inventaires, journaux de fouilles, écrits non publiés, contrats, règlements, procès-verbaux, rapports, correspondance, comptabilité, imprimés, publicité, registres des visiteurs du château, dossiers divers, archives de l'architecte Otto Schmid. 172,20 mètres linéaires].  Cote : CH-000053-1 N 2. Archives cantonales vaudoises (présentation en ligne).

#### Savoie
- Maison de Savoie
- Pierre II
- Philippe Ier de Savoie
- Jacques de Saint-Georges
- Amédée V
- Aymon de Savoie
- Amédée VI
- Bonne de Bourbon
- Amédée VIII

#### Berne
- Guerres de Bourgogne
- République de Berne
- Chasse aux sorcières

#### Canton de Vaud
- Conquête du Pays de Vaud
- Léman
- Montreux
- Riviera vaudoise
- Albert Naef

#### Romantisme
- Romantisme
- Lord Byron
- Jean-Jacques Rousseau
- Grand Tour

#### Art
- Joseph Mallord William Turner
- Eugène Delacroix
- Gustave Courbet
- Henry James
- Gustave Flaubert

#### Tourisme
- Tourisme en Suisse
- Suisse Tourisme